# Durchbrochener Stil
Der durchbrochene Stil, auch durchbrochene Arbeit oder durchbrochene Instrumentation genannt, ist eine Kompositionstechnik, die vor allem in der sinfonischen Musik Verwendung findet und besonders zur Zeit der Wiener Klassik populär war. Durchbrochener Stil bedeutet im Wesentlichen, dass sich einzelne Instrumente oder Instrumentengruppen im Orchester während der Darstellung einer Melodielinie ablösen. Durch den Wechsel der Instrumentation entsteht jeweils eine neue Klangfarbe, die Melodie als Ganzes bleibt jedoch erhalten.
Der Begriff wurde ursprünglich in Bezug auf eine gestalterische Technik des Ziselierens sowie die Ornamentik in der gotischen Architektur verwendet. In musikalischem Zusammenhang wurde er erstmals zu Beginn des 20. Jahrhunderts von den Musikwissenschaftlern Hugo Riemann und Guido Adler in etwas unterschiedlicher Weise angewandt.